# الأردن في الألعاب البارلمبية الصيفية 1996
تنافس خمسة رياضيين من الأردن في دورة الألعاب البارلمبية  الصيفية لعام 1996 في أتلانتا، الولايات المتحدة. ولقد فاز عماد الغرباوي بالميدالية الوحيدة للألعاب الرياضية في البلاد.